# Konrad Millak

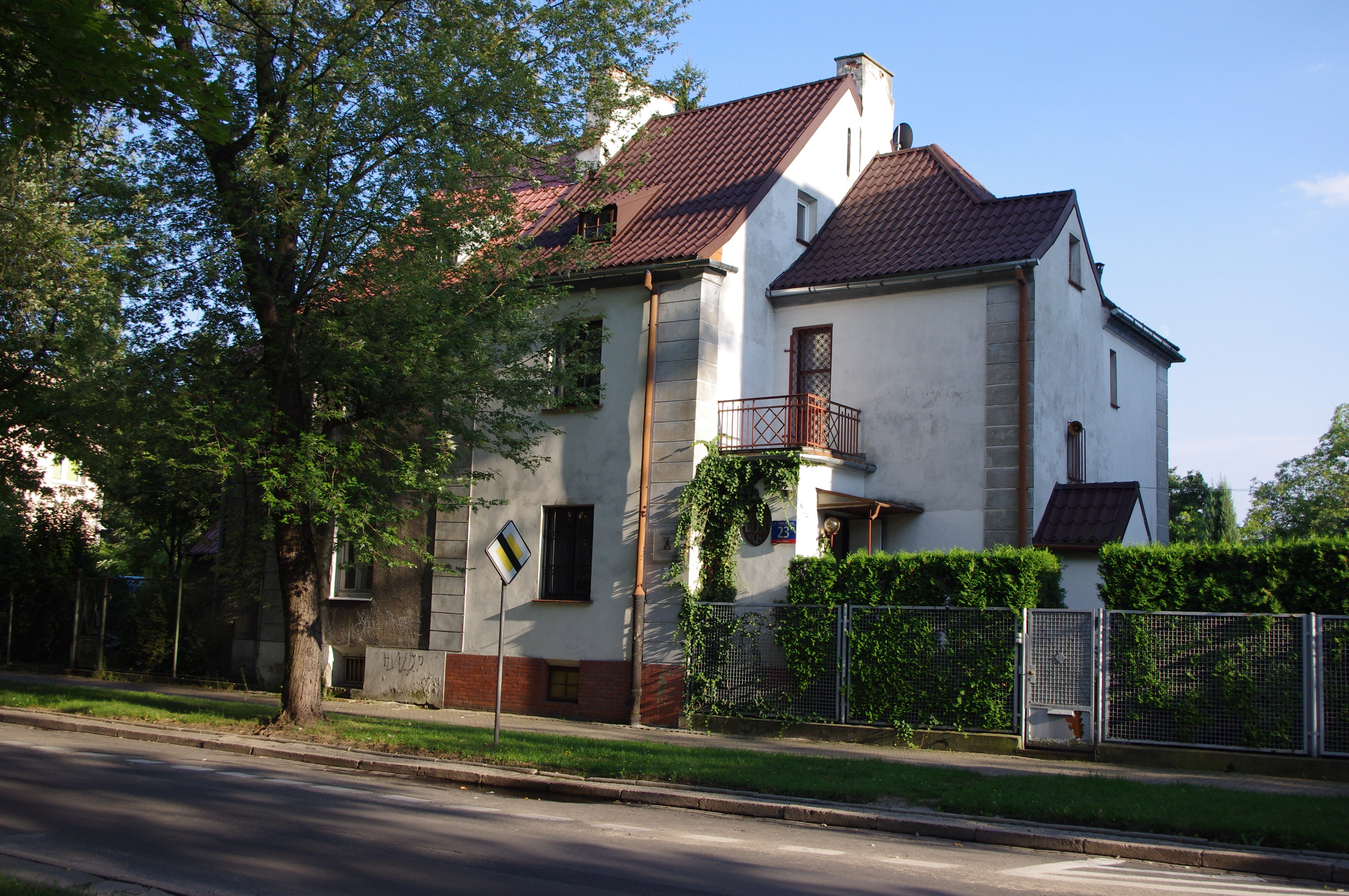
Dom przy al. Wojska Polskiego 23 w Warszawie gdzie w latach 1929−1969 mieszkał Konrad Millak

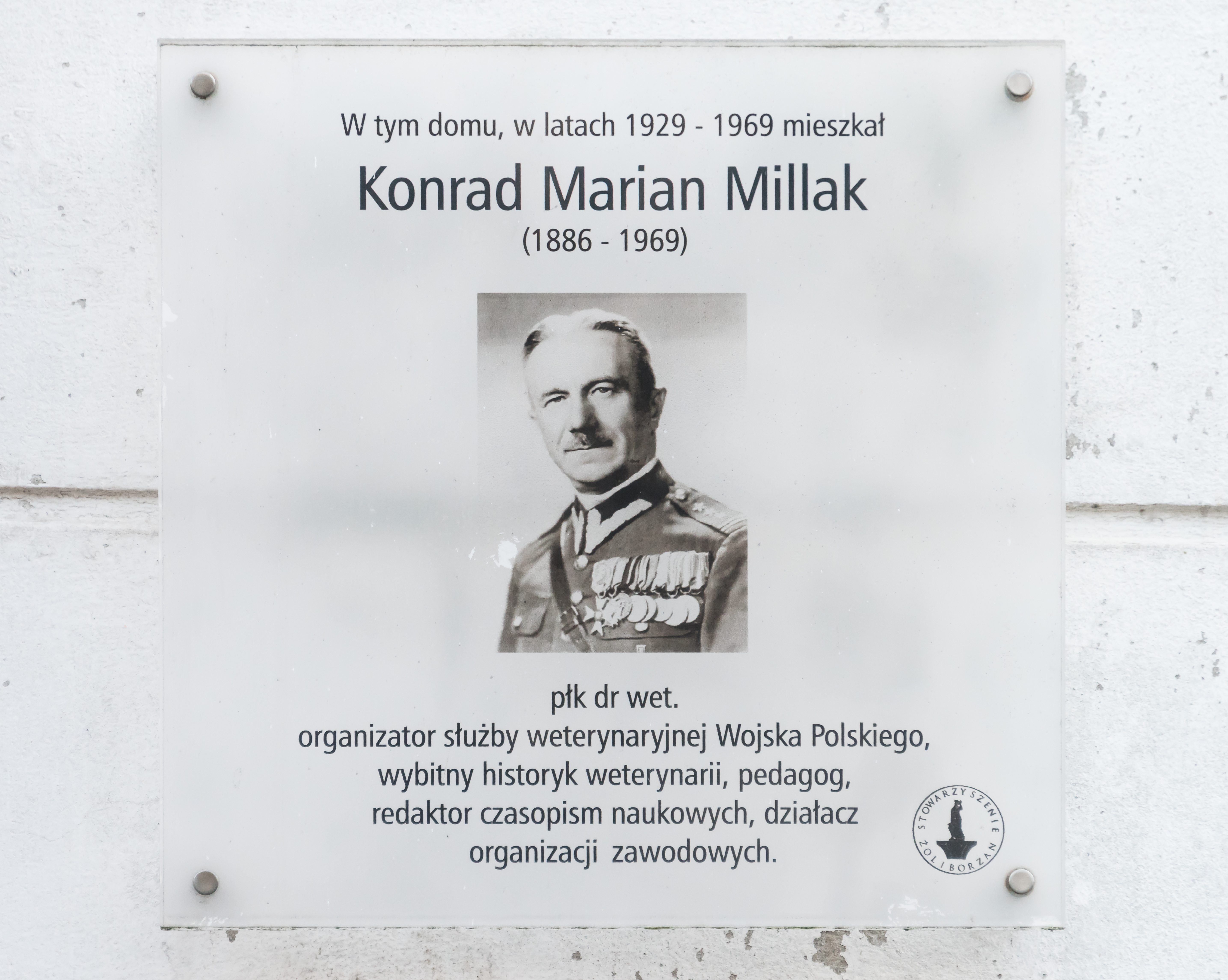
Tablica pamiątkowa na fasadzie domu

Konrad Marian Millak (ur. 15 stycznia 1886 w Warszawie, zm. 3 stycznia 1969 tamże) – pułkownik lekarz weterynarii Wojska Polskiego.

## Życiorys
Urodził się 15 stycznia 1886 roku w Warszawie, w rodzinie Ludwika i Augustyny z Kahtzów. Był starszym bratem Henryka Kazimierza, podpułkownika lekarza Wojska Polskiego. Po ukończeniu gimnazjum, we wrześniu 1904 roku został studentem Warszawskiego Instytutu Weterynaryjnego. 28 października 1905 roku z powodu zamknięcia uczelni był zmuszony przerwać studia, które w latach 1907–1909 kontynuował w Dorpacie. Tam związany był m.in. z korporacją akademicką Lutyco-Venedya. Dyplom uzyskał w październiku 1909 roku. Z dniem 1 listopada 1910 roku gubernator łomżyński powierzył mu stanowisko powiatowego lekarza weterynarii w Ostrołęce, potem kierował inspektoratem w Kolnie. W dniu 30 lipca 1914 roku zmobilizowany został do wojska rosyjskiego, w szeregach którego odbył kampanie I wojny światowej. W marcu 1918 roku wstąpił do I Korpusu Polskiego na Wschodzie jako starszy lekarz weterynarii do zleceń w dowództwie Korpusu. W czerwcu 1918 roku, po rozbrojeniu Korpusu, powrócił do Warszawy, a od 1 sierpnia podjął pracę zastępcy powiatowego lekarza weterynarii w Węgrowie.
W Warszawie otrzymał powołanie do służby wojskowej z przydziałem do Ministerstwa Spraw Wojskowych, gdzie przez wiele lat pełnił obowiązki szefa wydziału w Sekcji Weterynaryjnej. W 1919 roku został majorem, w 1920 roku podpułkownikiem, w 1924 roku pułkownikiem. W 1921 roku doktoryzował się w Akademii Medycyny Weterynaryjnej we Lwowie. 31 października 1927 roku został przeniesiony z Departamentu Sanitarnego Ministerstwa Spraw Wojskowych do Dowództwa Okręgu Korpusu Nr I w Warszawie na stanowisko naczelnego lekarza weterynarii. We wrześniu 1939 roku pełnił obowiązki szefa Służby Weterynaryjnej Ministerstwa Spraw Wojskowych. 
Nie do przecenienia są jego zasługi w powołaniu w 1927 roku Wydziału Weterynaryjnego Uniwersytetu Warszawskiego i w rozwój zawodu lekarsko-weterynaryjnego w kontekście społecznym i tożsamościowym. Wraz z innym pułkownikiem lekarzem weterynarii Józefem Kulczyckim udzielał pomocy klaczy Marszałka Józefa Piłsudskiego Kasztance tuż przed jej padnięciem 23 listopada 1927, a następnie wykonał jej wypchanie. Równolegle ze służbą wojskową prowadził działalność dydaktyczno-naukową. 
Po wybuchu II wojny światowej 1939 i kampanii wrześniowej został wzięty do niewoli przez Niemców i był przetrzymywany w obozach jenieckich: Oflag VI E Dorsten i Oflag VI B Dössel (tam napisał wspomnienia dotyczące Kasztanki Marszałka).
W 1946 roku rozpoczął wykłady z propedeutyki weterynaryjnej na Wydziale Weterynaryjnym UW. W 1948 roku zorganizował tam Katedrę Weterynarii Wojskowej. Po czteroletniej przerwie swoje wykłady z propedeutyki, historii i deontologii wznowił już na nowo powołanym na Wydziale Weterynaryjnym Szkoły Głównej Gospodarstwa Wiejskiego w Warszawie. 
W dniu 6 lutego 1960 roku do absolwentów Wydziału Weterynaryjnego w Warszawie powiedział: Dziś weterynaria stoi na jednym poziomie z innymi dyscyplinami akademickimi, a zawód weterynaryjny ma równy głos w rodzinie zawodów akademickich. Świadomość tego stanu obecnego nakłada na adeptów tej nauki obowiązek stałego dbania o dotrzymywanie kroku w ogólnym postępie wiedzy ludzkiej. Na wiecznej drodze ideałów prawdy nie może zabraknąć pracowników weterynaryjnych [...]. Nauka jest jednym z najcenniejszych składników kultury. Jest stałym dążeniem do prawdy, która jest tylko jedna, Poziom nauki danego narodu najwydatniej mówi o poziomie jego kultury. W sercach naszych płonie wielka miłość do naszej tak często doświadczonej Ojczyzny. Ambicją naszą musi być, aby pomimo wszelkich przeciwności, pomimo straszliwych wyrw i rujnowania naszego dorobku - otrzymać poziom kultury narodowej równy poziomowi narodów mniej przez los doświadczonych.
W 1949 roku na jego wniosek Rada Wydziału Weterynaryjnego UW podjęła uchwałę o utworzeniu Ośrodka Historii Medycyny Weterynaryjnej. W 1959 roku dzięki jego usilnym staraniom w ramach Polskiego Towarzystwa Nauk Weterynaryjnych została zorganizowana Komisja Historii Weterynarii.
Zmarł w Warszawie. Pochowany 8 stycznia 1969 roku na cmentarzu Bródnowskim (kwatera 4C-6-10).

## Ordery i odznaczenia
- Krzyż Oficerski Orderu Odrodzenia Polski (dwukrotnie: 1926[11], 11 listopada 1934[12][13])
- Złoty Krzyż Zasługi (18 stycznia 1926)[14]
- Medal Niepodległości (16 marca 1937)[15]
- Medal Pamiątkowy za Wojnę 1918–1921
- Medal Dziesięciolecia Odzyskanej Niepodległości
- Medal za Warszawę 1939–1945
- Medal Zwycięstwa i Wolności 1945
- Medal Zwycięstwa („Médaille Interalliée”)

## Wybrana bibliografia autorska
- Słownik polskich lekarzy weterynaryjnych
- Propedeutyka weterynaryjna z uwzględnieniem historii i deontologii
- Uczelnia Weterynaryjna w Warszawie 1840–1965
- Polska historiografia weterynaryjna z bibliografią publikacji historycznych do 1965 roku włącznie
- Żeromski na weterynarii w Warszawie 1886–1888
- Walka o Wydział Weterynaryjny Uniwersytetu Warszawskiego i jej tło
- Koń - przez pradzieje i dzieje, poprzez lądy
- Wiadomości Weterynaryjne 1919–1939
- Kwiaty dla Anny. Warszawa, Dorpat, Kresy 1886–1920 (wspomnienia)